# Фотоплёнка тип-120

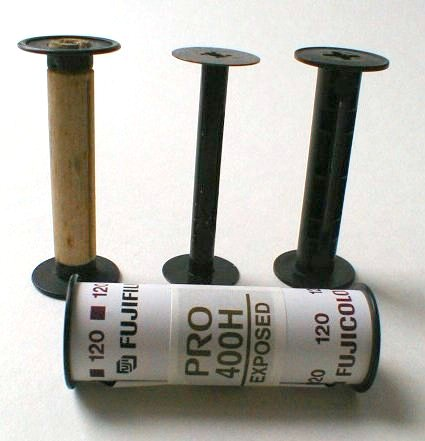
Ролик плёнки типа 120 и катушки (слева направо): оригинальная деревянная для Kodak Brownie, Kodak 620 и современная пластмассовая 120.

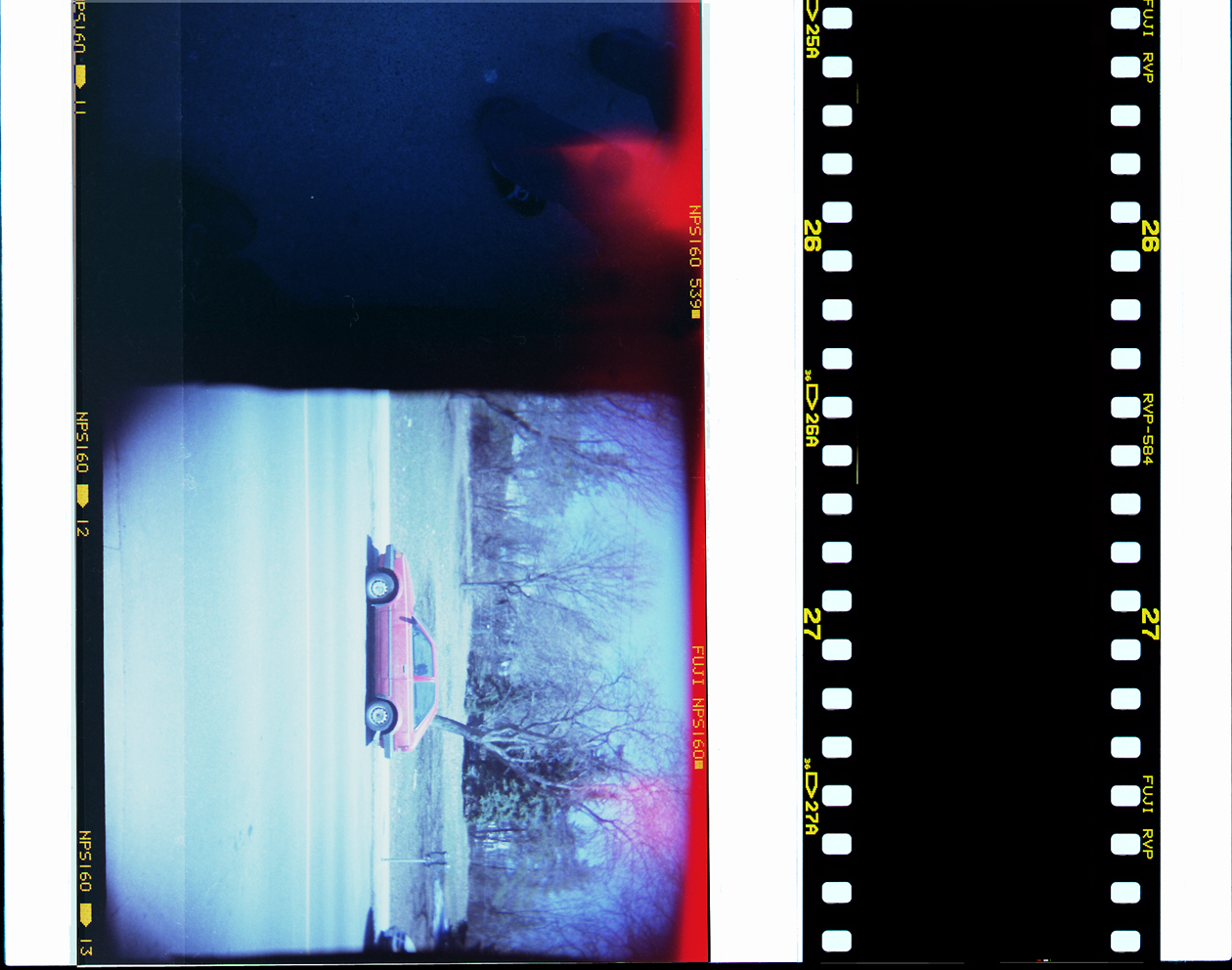
Слева плёнка типа 120 (220), справа — типа 135

Фотоплёнка тип-120 (рольфильм) — тип неперфорированной фотоплёнки, предназначенной для среднеформатных фотокамер. На сегодняшний день это один из двух выпускающихся типов плёнки для среднего формата.

## История и перспективы
Законодателем стандартов в области фотоплёнок была фирма Eastman Kodak. Некоторое время фирма маркировала плёнки по названию камер, для которых они были предназначены. В 1908 году для удобства маркировка плёнок была переведена Kodak на цифровые обозначения. Нумерация типов плёнок была порядковой. Изначально цифровые обозначения плёнок применялись изготовителем лишь для внутренних нужд, однако к 1913 году номерное обозначение типов плёнки попало на страницы каталогов продукции. Далее цифровой код плёнки не мог быть порядковым: требовалась понятность покупателю.
Плёнка типа 120 была внедрена фирмой Kodak в 1901 году для выпускавшейся ею камеры «Kodak Brownie No.2». Однако своё сегодняшнее название она получила лишь в 1908 году. Плёнка задумывалась для применения в любительской фотографии, но к концу 1960-х годов на этом поприще была заменена плёнкой типа 135. Последняя превзошла по популярности 120-й тип, который до тех пор был самым распространённым.
К расцвету цифровой фототехники для среднего формата по сути осталось только два типа плёнки: 120 и 220. На сегодняшний день 120-й тип (и его вариация 220) находит применение, в основном, в профессиональной съёмке, реже — в любительской. Плёнка этого типа, хоть и не часто, но встречается в продаже. В настоящее время плёночная фототехника настойчиво вытесняется цифровой аппаратурой и предположения о переходе на другой тип со ставшей классической среднеформатной плёнки уже маловероятны. Кроме цифровых задников[что?], под имеющиеся в обращении плёночные фотоаппараты для плёнки типа 120/220 выпускаются всё больше полностью цифровых среднеформатных фотоаппаратов со сходными размерами фотосенсоров.

## Описание типа

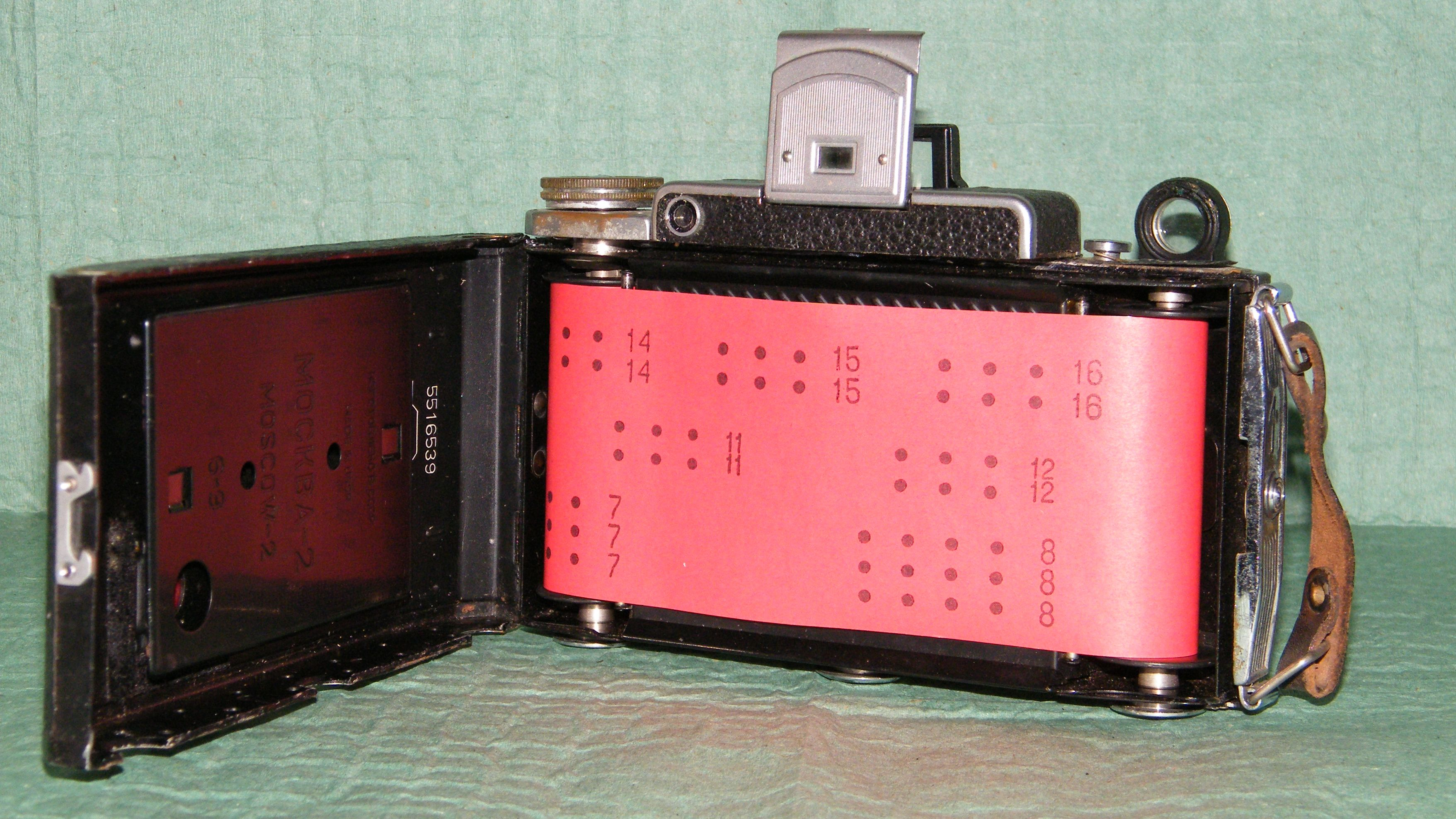
Нумерация кадров на ракорде плёнки типа 120
(фотоаппарат «Москва-2»)

Плёнка типа 120 поставляется неперфорированной, в катушках без кассеты. Катушка изначально изготавливалась из дерева с металлическими наконечниками, в более поздние годы — целиком из металла, на сегодняшний день — целиком из пластмассы. Несмотря на отсутствие кассеты, плёнка предназначена для зарядки на свету. Защиту от засветки выполняет ракорд: слой чёрной непрозрачной бумаги покрывающий плёнку по всей длине. Маркировка плёнки и номера кадров (для перемотки и позиционирования кадров в камере) отпечатаны на ракорде. Ряд камер позволяет наблюдать номер установленного кадра через специальное окно на задней стенке фотоаппарата (как правило, закрыто светофильтром красного цвета). Приёмная катушка располагается внутри камеры. При зарядке камеры разматывают несколько первых витков ракорда, и его конец вставляют в щель приёмной катушки. Засветкой плёнки это не грозит, так как ракорд сделан с большим запасом по длине. После зарядки и закрытия камеры продолжают намотку на приёмную катушку, пока в окне на задней стенке камеры не появится обозначение первого кадра. В тех фотоаппаратах, где перемотка плёнки сблокирована с взводом затвора ракорд наматывают на приёмную катушку до совпадения символов (на ракорде и на корпусе камеры), затем закрывают камеру и несколько раз взводят затвор согласно инструкции.
Ширина плёнки составляет 61,5 мм, длина — 806—850 мм. Длина ракорда — 1475 мм. Спецификация для плёнки типа 120 определяются стандартом ISO-732. Ранее им же регламентировались стандарты неприменяемых сегодня плёнок типа 127 и 620.

## Размеры кадра

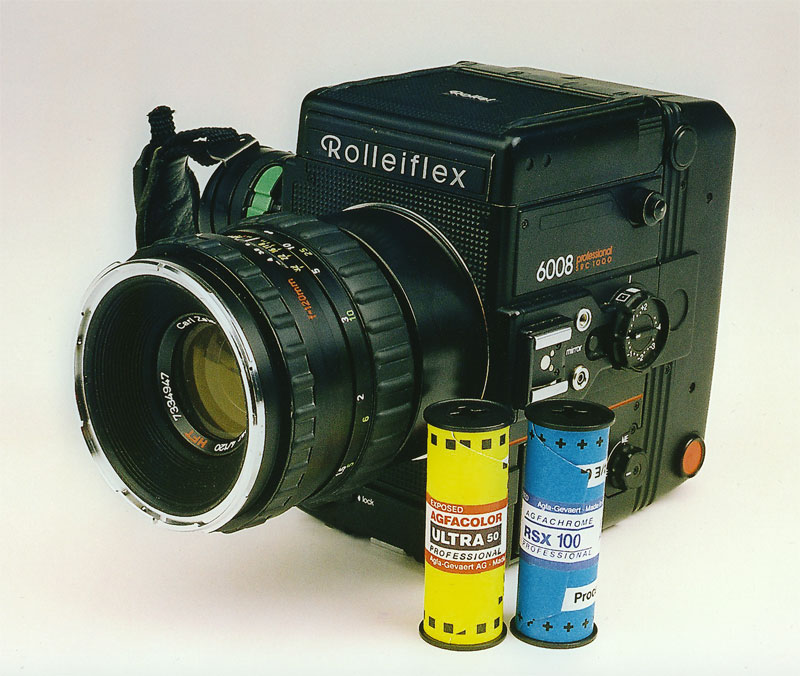
Среднеформатная SLR-камера Rolleiflex 6008 формата 6×6 и катушки с плёнкой типа 120.

Размер кадра может варьироваться как самой камерой, так и применяемыми к ней сменными задниками или рамками. Количество кадров на одной плёнке зависит от применяемого формата и особенностей конкретной камеры. Форматы 6×12 и крупнее используются специальными панорамными камерами.
| Обозначение | Соотношение сторон | Номинальные размеры (мм) | Кадров на плёнку |
| ----------- | ------------------ | ------------------------ | ---------------- |
| 6 × 4,5     | 1,35:1             | 56 × 41,5 (57 × 41)      | 16               |
| 6 × 6       | 1:1                | 56 × 56 (57 × 57)        | 12               |
| 6 × 7       | 1,25:1             | 56 × 70 (57 × 72)        | 10               |
| 6 × 8       | 1,37:1             | 56 × 77                  | 9                |
| 6 × 9       | 1,50:1             | 56 × 84 (57 × 82,5)      | 8                |
| 6 × 12      | 2:1                | 56 × 112 (56 × 114)      | 6                |
| 6 × 17      | 3:1                | 56 × 168                 | 4                |
| 6 × 24      | 4:1                | 56 × 224                 | 3                |

## Другие типы среднеформатной плёнки
Катушечная плёнка типа 105 была предложена фирмой Kodak в 1898 году для их первой складной камеры и имела формат кадра 6×9 см. В 1900 году Kodak внедрил плёнку типа 117 для своей первой камеры серии «Brownie» с форматом 6×6 см. Оба этих формата использовали плёнку той же ширины, что и тип 120 (61,5 мм), но с отличающимися катушками. Для типа 105 катушка была аналогичной применявшейся для 116-го типа. Катушка типа 117 была немного уже, чем у формата 120. Оба типа закончили своё существование в 1949 году, а тип 116 — в 1984.
620-й тип был введён Kodak в 1931 году как альтернатива для 120-го типа. Хотя использовался он в основном камерами «Kodak», но получил большую популярность. 620-й тип являлся, по сути, тем же 120-м, но использовал более тонкую цельнометаллическую катушку вместо деревянной. Такая катушка позволяла Kodak создавать более компактные камеры, хотя существовали камеры для плёнки типа 120 меньших размеров, чем камеры для плёнки типа 620. 620-й тип прекратил своё существование в 1995 году, однако можно перемотать на использованную 620-ю катушку плёнку с 120-й и использовать в камере формата 620.
В 1965 году появилась плёнка с «говорящим» названием — тип 220. Эта была плёнка типа 120 удвоенной длины. Такое количество плёнки удалось уместить на катушке благодаря почти полному удалению ракорда. Оставался он лишь в начале плёнки и в конце и служил для транспортировки катушки и зарядки плёнки на свету. Именно из-за отсутствия ракорда такую плёнку нельзя использовать в камерах, оборудованных контрольным окошком на задней стенке. Кроме того, плёнка без ракорда стала тоньше, и это нужно учитывать при регулировке прижимного столика камеры. На некоторых камерах появился селектор его положения, на других — сменный задник.